# Fernando Delgado

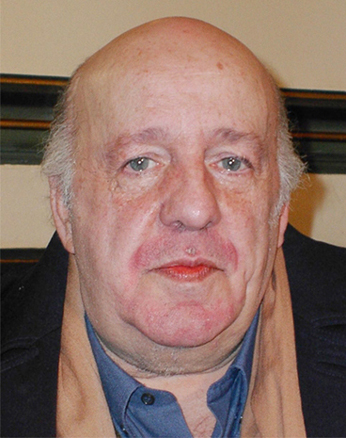
Fernando Delgado

Fernando Martínez Delgado (* 28. Juni 1930 in Porcuna, Provinz Jaén; † 15. Juni 2009 in Madrid) war ein spanischer Schauspieler.
Delgado ergriff denselben Beruf wie seine Eltern, das Schauspielerehepaar Luis Martínez Tovar und Julia Delgado Caro. Mit der Schauspieltruppe seiner Eltern hatte er in den 1940er Jahren erste Bühnenerfahrung gesammelt, dann erhielt er ab 1953 Angebote beim Film, bis er zehn Jahre später zum Fernsehen wechselte, wo er in unzähligen Folgen verschiedener Serien zu sehen war. Daneben arbeitete er als Synchronsprecher.